# NGC 1349
NGC 1349 ist eine linsenförmige Galaxie vom Hubble-Typ S0(r)a? im Sternbild Stier auf der Ekliptik. Sie ist schätzungsweise 294 Millionen Lichtjahre von der Milchstraße entfernt und hat einen Durchmesser von etwa 70.000 Lj.
Das Objekt wurde am 20. Dezember 1886 von Lewis Swift entdeckt.